# 天爐座λ
天爐座λ，又名CD-35 877，HD 15975、SAO 193763、HR 744，是天爐座的一颗恒星，视星等为5.9，位于銀經238.27，銀緯-67，其B1900.0坐标为赤經2h 28m 56.8s，赤緯-35° -67′ 23″。